# Vila Mincu
Vila Mincu a fost construită în anul 1919 de arhitectul Victor Ștefănescu, recunoscut pentru Catedrala Unirii de la Alba Iulia, Muzeul Național Geologic din București, Palatul Cercului Militar București, Gara de Nord București, Cazinoul din Mamaia, Constanța și altele.
Vila se încadrează în stilul neo-românesc autentic și se remarcă prin cupola pictată, cu înălțimea de 11 metri. Deși păstrează multe din caracteristicile originale ale perioadei, necesită renovare și recondiționare. Scara interioară este din marmură masivă, tavanul și pereții sunt decorate cu picturi în ulei, iar pardoselile sunt din mozaic venețian. Vitraliile, înalte de 4 metri, sunt semnate. Vila are garaj, terase, grădină și vedere spre parcul Kiseleff. 
Clădirea se află pe strada Ion Mincu nr. 11, în apropierea 
An construcție : 1919 
Suprafața teren : 910 metri pătrați 
Corp principal : S+P+E+M 
Corp secundar : S+P 
Suprafața construită desfășurată : 1225 metri pătrați 
Suprafața construită la sol : 340 metri pătrați